# Cabo de Gata
El cabo de Gata es un cabo localizado en el sur de la península ibérica, frente al mar Mediterráneo, perteneciente al municipio de Almería, en la provincia de Almería, Andalucía, España. Es el punto más suroriental de la península y está incluido en el parque natural  del Cabo de Gata-Níjar.
Marca el límite nordeste del mar de Alborán, el mar más occidental del Mediterráneo.

## Etimología
Ptolomeo se refiere al cabo de Gata como Charidemou Acra, que significa «promontorio de las cornalinas». Con posterioridad, Aviano, en su Ora maritima se refiere a él como Iugum Veneris (cabo de Venus), en referencia a la diosa de origen tartesio que los romanos identificaron con Afrodita. Para venerarla levantaron un templo en el Cerro de la Testa.
El nombre actual proviene del nombre dado por los árabes en la Edad Media Al-Qabta,  que a su vez, es una adaptación del latín Capita 'cabo, cabeza', lo que habría resultado en un topónimo cuya traducción literal sería un pleonasmo: «el cabo de Cabo».[cita requerida]

## Clima
El clima es mediterráneo seco. Según la clasificación de Köppen, sería de clima desértico cálido (BWh). La temperatura media anual es de 18,5 °C y precipitaciones inferiores a 200 mm anuales. La media de precipitación es entre 150 y 170 mm (según diferentes fuentes), lo cual lo convierte en el lugar más seco de la Península. La precipitación mínima registrada fue de 52 mm en 1981. Nunca ha registrado heladas, siendo su temperatura mínima absoluta de 0,1 °C.

## Cerro de la Testa
El cerro de la Testa es un promontorio de 343 m s. n. m. en las cercanías del cabo de Gata. En el siglo VI a. C., los fenicios denominaban al cerro Promontorio de las Ágatas. Los griegos construyeron un templo en el mismo en honor a Afrodita. La importancia de este lugar viene dada por unas ruinas encontradas en su cumbre. Estas ruinas corresponden a la torre de la Testa, un puesto de vigilancia erigido en 1593 y derrumbado tras un terremoto acaecido el 31 de diciembre de 1658. El lugar, después de desaparecida la construcción, siguió siendo utilizado como punto de observación, hasta que se reedificó la torre en 1769, momento en que empezó a estar ocupada por dos torreros y un cabo. La nueva torre precisaba de un mantenimiento que no se realizaba, por lo que acabó por quedarse en ruinas, desapareciendo completamente a principios del siglo XX. Hacia 1860, cuando se empezó a especular con la construcción de un faro en la zona, se pensó en un principio en utilizar esta ubicación, pero la idea fue descartada en favor de la ubicación en la que todavía hoy se encuentra.
Durante la II República, se comenzó a construir un cuartel para carabineros, pero quedó inconcluso. Con el estallido de la Guerra civil en el cerro se construyeron una serie de baterías y defensas, concretamente dos nidos de ametralladoras, dos cañones antiaéreos y un telémetro. En la zona también se encuentran pequeños refugios-cuevas que fueron utilizados por algunos vecinos para esconderse la represión franquista.
Al pie del cerro, se encuentran los restos de una chimenea de fundición de plomo que, con una canalización, mandaban el mineral a un almacén ubicado en La Fabriquilla. Esta montaña se caracteriza también por tres agujeros cavados en ella, siendo así como se formaron las minas de plomo, de las cuales se sabe muy poco. Se cree que hay una boca en alguno de los costados o cercanías de las minas, puesto que, con la gran profundidad de cada una de ellas, en especial la tercera mirándola por la zona más pegada al sistema montañoso, era imposible que los mineros bajaran con poleas o elevadores. Si realmente existe una entrada a las minas de plomo, es probable que esté tapada con palmitos o plantas que hayan crecido en el lugar después de muchos años. Se pueden reconocer estas minas en la lejanía por la gran mancha gris que debería ser del material que se sacó del interior de la montaña, la cual está debajo de La Picuda, el primer pico de la izquierda vista la montaña de frente.